# Alya
Alya (theta Serpentis) is een ster in het sterrenbeeld Slang (Serpens).
De ster staat ook bekend als Alga, de naam komt uit het Arabisch en betekent "Staart van het Schaap".
Alya bestaat uit twee vergelijkbare hoofdsterren (θ1 en θ2) die op minstens 900 AE van elkaar af staan en die een periode hebben van 14.000 jaar of meer. De sterren hebben een magnitude van respectievelijk +4,62 en 4,98.
Een derde, zwakkere ster staat verder van dit paar af.